# Assir
Assir (em árabe: عَسِيْر‎‎; romaniz.: ʿAsīr) é uma região da Arábia Saudita, com sede em Abha. Tem 76 693 quilômetros quadrados e segundo censo de 2018, havia 2 261 618 habitantes.